# ウルピオ・ミニッツィ
ウルピオ・ミニッツィ（Ulpio Minucci、1917年 – 2007年）は、イタリア出身のイタリア系アメリカ人の作曲家かつ音楽家。
ウルピオ・ミニッツィは人口11,190人のイタリア共和国・シチリア州・トラーパニ県のコムーネの一つであるカンポベッロ・ディ・マツァーラ（Campobello di Mazara）で 1917年6月29日に出生し、老衰（natural causes）の為にカリフォルニア州のロサンゼルス市内のブレント ウッド街で 2007年3月9日に死去した。

## 作品歴
ウルピオ・ミニッツィは、1950年代に著名な「ドマーニ（Domani）」、「いつもあなたを考えてる」（A Thousand Thoughts of You）や 「フェリシア」（Felicia）を含む、幾つかの大衆音楽のヒット曲を作曲した。
彼は1964年から1965年にかけてのアメリカ放送 / ABCの依頼による「西部の男の冒険談 / 西洋人の潮流（Saga of Western Man）」 の音楽創作活動でエミー賞の2つの部門の候補となった。
彼はまた英語圏、スペイン語圏のアニメ（Anime）ファンの間では、1985年にアメリカ合衆国で放映されたテレビアニメ・シリーズ『ロボテック（テレビシリーズ）』（Robotech (TV series)）の楽譜とテーマ曲の作曲家として一般に知られている。

## 人物像
ウルピオ・ミニッツィは妻カザリン（Catherine）と1952年に婚約し息子チエリ（Chieli）と娘ニーナ（Nina）の一男一女を儲けた。

 長男のチエリ・ミニッツィ（Chieli Minucci）はデイタイム・エミー賞を受賞したジャス・ギター演奏家（Jazz guitarist）で、父親が作曲した歌曲の幾つかをカバー曲として演奏・録音した。
彼は妻と2人の実子、そして世界的に有名なジャス・ギター演奏家（Jazz guitarist）ジャン・ルカ・ミニッツィ（Gian luca Minucci）を含む3人の孫を残した。

## 作曲歴
- ロボテック：シャドウ・クロニクル（影の年代記 / Robotech: The Shadow Chronicles） (2006) - 原曲
- ロボテック：バトルクライ（Robotech II:Battlecry）[5]|| (2002) - 原曲
- ロボテック II：センチネルズ（Robotech II: The Sentinels） (1986) - 原曲
- ロボテック（最初のテレビシリーズ/1985） - 作曲家
- 白いライオン（The White Lions） (1981) - 音楽スーパーバイザー
- 世界に衝撃を与えた日（世界が揺れた日 / The Day That Shook the World） (1975) - 指揮者
- 西部の人の冒険談 / 西洋人の潮流（Saga of Western Man） (1964) - 作曲家

## 参照・脚注
1. ↑  イタリア語で明日、未来を意味する。
2. ↑  “Small Screen, Big Scores”. Film Score Monthly (2003年7月24日). 2007年3月23日閲覧。
3. ↑  1964年:作詞作曲賞(ORIGINAL MUSIC) - Saga of Western Man 。1965年：スポーツ、ニュース、ドキュメンタリー番組・音楽個人部門賞（INDIVIDUAL ACHIEVEMENT IN NEWS, DOCUMENTARIES AND SPORTS - MUSICIANS）「我はダ・ヴィンチなり」（"i, leonardo da vinci"）レイヴァーン・ライト（Rayburn Wright、1922年8月27日生-1990年3月26日癌で病没）との共同作曲。
4. ↑  “Ulpio Minucci passes away at 89”. Robotech.com (2007年3月14日). 2007年3月23日閲覧。
5. ↑  "Battlecry"とは鬨の声（ときのこえ）の意味。古代の合戦で、士気を鼓舞し、敵に対して戦闘の開始を告げるために発する叫び声。また、戦勝の喜びの表現としても発した。転じて単に『戦闘開始』という意味でも使われる。